# Communauté d'agglomération Creil Sud Oise
La communauté d'agglomération Creil Sud Oise (ACSO) est une communauté d'agglomération française, située dans le département de l'Oise.

## Historique
La communauté d'agglomération a été créée par un arrêté préfectoral qui a pris effet le 1er janvier 2017. Elle remplace la communauté de l'agglomération creilloise créée le 1er janvier 2011.
La loi portant nouvelle organisation territoriale de la République (Loi NOTRe) du 7 août 2015, prévoyant que les établissements publics de coopération intercommunale (EPCI) à fiscalité propre doivent avoir un minimum de 15 000 habitants, le préfet de l'Oise a publié en octobre 2015 un projet de nouveau schéma départemental de coopération intercommunale, qui prévoit la fusion de plusieurs intercommunalités, et en particulier  de la communauté de l'agglomération creilloise et de la communauté de communes Pierre - Sud - Oise, de manière à créer un  nouvel EPCI rassemblant 11 communes pour 82 600 habitants,. À cette occasion, Saint-Leu-d'Esserent a fait part, sans succès, de son souhait de rejoindre l'aire cantilienne, afin de constituer « une grande intercommunalité du sud de l'Oise en s'associant avec les territoires de Chantilly et Senlis » et en excluant le Creillois, qui ne correspondrait pas à la dominante résidentielle et rurale qu'aurait Pierre - Sud - Oise.
De son côté, ce projet n'est pas partagé par Nogent-sur-Oise, qui aurait préféré quitter la CAC, compte tenu de l'impact négatif de Creil, tel qu'évoqué  sur certains quartiers de la commune estimé en 2015 par le maire de Nogent, mais cette objection n'a pas été retenue.
Cette fusion prend effet le 1er janvier 2017 et permet la création d'une nouvelle structure, dénommée agglomération Creil Sud Oise (ACSO).

## Territoire communautaire

### Composition
La communauté d'agglomération est composée des 11 communes suivantes :

| Nom                   | Code Insee | Gentilé          | Superficie (km2) | Population (dernière pop. légale) | Densité (hab./km2) |
| --------------------- | ---------- | ---------------- | ---------------- | --------------------------------- | ------------------ |
| Creil (siège)         | 60175      | Creillois        | 11,09            | 36 494 (2022)                     | 3 291              |
| Cramoisy              | 60173      | Cramoisiens      | 6,3              | 804 (2022)                        | 128                |
| Maysel                | 60391      | Maysellois       | 3,71             | 214 (2022)                        | 58                 |
| Montataire            | 60414      | Montatairiens    | 10,66            | 13 944 (2022)                     | 1 308              |
| Nogent-sur-Oise       | 60463      | Nogentais        | 7,46             | 21 859 (2022)                     | 2 930              |
| Rousseloy             | 60551      | Ruisseliens      | 3,9              | 283 (2022)                        | 73                 |
| Saint-Leu-d'Esserent  | 60584      | Lupoviciens      | 13,08            | 4 576 (2022)                      | 350                |
| Saint-Maximin         | 60589      | Saint-Maximinois | 12,33            | 3 153 (2022)                      | 256                |
| Saint-Vaast-lès-Mello | 60601      | Saint-Vaastiens  | 7,97             | 1 009 (2022)                      | 127                |
| Thiverny              | 60635      | Thiverniens      | 2,06             | 1 061 (2022)                      | 515                |
| Villers-Saint-Paul    | 60684      | Villersois       | 4,93             | 6 500 (2022)                      | 1 318              |

### Démographie
| 1968   | 1975   | 1982   | 1990   | 1999   | 2009   | 2014   | 2020   |
| ------ | ------ | ------ | ------ | ------ | ------ | ------ | ------ |
| 66 540 | 76 016 | 79 787 | 79 030 | 78 152 | 82 266 | 84 949 | 88 665 |

Le territoire de Creil Sud Oise  est particulièrement touché par la pauvreté et la précarité : 
- Avec un taux de pauvreté de 29,5 % en 2020 (au sens de l'Insee)[9], c'est la seconde intercommunalité française dont la population est la plus pauvre, après l'établissement public territorial Plaine Commune[10].
- Son taux de chômage des 15-64 ans en 2020 est de 21,0 % (au sens de l'Insee), à comparer à 15,6 % en Hauts-de-France  et 12,7 en France entière[11], qui s'accompagne d'une décroissance annuelle de l'emploi total qui a baissé de 0,6 % chaque année entre 2014 et 2020 (contre une croissance annuelle de 0,2 % dans les Hauts-de-France et de 0n4 % en France entière sur la même période)[12].
- Seulement 37,0 % des ménages fiscaux sont imposés à l'impôt sur le revenu en 2020, contre 45,0 % en Hauts-de-France : le revenu annuel médian des habitants (par unité de consommation, en 2020) est de 17 210 € a comparer à celui de l'ensemble des habitants de la région, qui s'établit à 20 820 €[11].

### Habitat - logement
| Logements                                        | Nombre en 2009 | % en 2009 | nombre en 2014 | % en 2014 | nombre en 2020 | % en 2020 |
| ------------------------------------------------ | -------------- | --------- | -------------- | --------- | -------------- | --------- |
| Total                                            | 30 795         | 100 %     | 31 607         | 100 %     | 33 181         | 100 %     |
| Résidences principales                           | 30 795         | 94,1 %    | 31 607         | 93,2 %    | 35 775         | 92,7 %    |
| → Dont HLM                                       | 13 192         | 42,8 %    | 13 464         | 42,6 %    | 14 134         | 42,6 %    |
| Résidences secondaires et logements occasionnels | 158            | 0,56 %    | 166            | 0,5 %     | 222            | 0,6 %     |
| Logements vacants                                | 1 768          | 5,4 %     | 2 140          | 6,3 %     | 2 372          | 6,6 %     |
| Dont :                                           |                |           |                |           |                |           |
| → maisons                                        | 11 136         | 34,0 %    | 11 562         | 34,1 %    | 12 269         | 34,3 %    |
| → appartements                                   | 20 854         | 63,7 %    | 21 496         | 63,4 %    | 22 612         | 63,2 %    |

## Organisation

### Siège
Le siège de la communauté de communes est situé à Creil, 24 rue de la Villageoise.

### Élus
La communauté d'agglomération est administrée par son conseil communautaire composé pour la mandature 2020-2026 de 51 membres répartis de la manière suivante :

- 19 sièges pour Creil ;

- 11 sièges pour Nogent-sur-Oise ;

- 7 sièges  pour Montataire ;

- 4 sièges pour Villers-Saint-Paul ;

- 3 sièges pour Saint-Leu-d'Esserent ;

- 2 sièges pour Saint-Maximin ;

- 1 siège  pour les autres communes.
Le premier conseil communautaire de la nouvelle intercommunalité, réuni le 18 janvier 2017, a élu son président, Jean-Claude Villemain, maire de Creil. Il a été réélu au terme des élections municipales de 2020.lors du conseil communautaire du 5 juillet 2020, ainsi que ses 15 vice-présidents, qui sont, au 26/03/2023 à la suite du décès de deux vices-présidents :
1. Marine Filipidis (Saint-Vaast-lès-Mello)
2. Badia Zrari (Nogent-sur-Oise)
3. Jean-Pierre Bosino (Montataire)
4. Gérard Weyn (Villers-Saint-Paul)
5. Frédéric Besset (Saint-Leu d'Esserent)
6. Jean-Michel Robert (Saint-Maximin)
7. Michel Blary (Thiverny)
8. Raymond Galliegue (Cramoisy)
9. Didier Rosier (Rousseloy)
10. Hervé Lefez (Maysel)
11. Sophie Lehner (Creil)
12. Jean-François Dardenne (Nogent-sur-Oise)
13. Catherine Dailly (Montataire)
14. Alexandre Ouizille (Villers-Saint-Paul)
15. Fabrice Martin (Creil).

Le bureau communautaire est constitué, pour la mandature 2020-2026, du président, des vice-présidents et de 4 conseillers communautaires délégués.

### Liste des présidents
| Période      | Période                      | Identité              | Étiquette | Qualité |
| ------------ | ---------------------------- | --------------------- | --------- | --- |
| janvier 2017 | En cours (au 5 juillet 2020) | Jean-Claude Villemain | PS        | Retraité de France Télécom Maire de Creil (2008 → ) Conseiller général de Creil-Sud (2001 → 2015) Conseiller départemental de Creil (2015 → 2020) Président de l'ex-communauté de l'agglomération creilloise (2013 → 2016) Réélu pour le mandat 2020-2026 |

### Organisme consultatif
La communauté d'agglomération est composée d'un conseil de développement composé de représentants « des milieux économiques, sociaux, culturels et associatifs ».

### Compétences
L'intercommunalité exerce les compétences qui lui sont transférées dans le cadre des dispositions du code général des collectivités territoriales. Il s'agit notamment de : 
- Développement économique et emploi: Mise en place d'actions afin de dynamiser l'économie du territoire, prospections d'entreprises et accompagnement des entreprises, gestion des zones d’activités communautaires, mise en place de systèmes d'aide à l’emploi, faciliter la formation et l'insertion du public défavorisé.
- Urbanisme et aménagement de l’espace communautaire : zones d’aménagement concerté (ZAC), schéma de cohérence territoriale (SCoT), actions d’urbanisme d’intérêt intercommunal, stratégie foncière communautaire (Programme d’action foncière), pilotage d’études relatives aux projets « Gare, Cœur d’Agglo » et canal Seine Nord Europe, schéma directeur des circulations douces, système d'information géographique (SIG) au service des communes.
- Transports collectifs : Mise en place d’un réseau efficace de transports urbains, gestion des abribus et du système d’information voyageurs, élaboration avec les villes de projets renforçant l’intermodalité, recherche de complémentarité avec les réseaux des autres intercommunalités.
- Habitat : actions et aides financières en faveur du logement social et du logement des personnes défavorisées, élaboration du programme local de l'habitat (PLH), OPAH, actions et aides financières pour le logement social d’intérêt communautaire.
- Politique de la ville : opérations menées dans le cadre du contrat de ville, actions sociales ou dispositifs portés par la CAC, recherche d’une mixité sociale via les PRUS, dispositifs de sécurité et prévention de la délinquance.
- Environnement et cadre de vie : collecte des déchets et traitement des ordures ménagères, valorisation des déchets (recyclerie), alimentation en eau potable, assainissement (certification ISO 14001), lutte contre les inondations, entretien des berges de l’Oise, élaboration et coordination d’un Plan environnement.
- Sport et culture : organisation, avec les villes, de manifestations culturelles et sportives régionales ou nationales, promotion de l’offre culturelle sur l’ensemble du territoire, réalisation d’un inventaire du patrimoine industriel.
- Tourisme : élaboration et coordination d’une stratégie touristique territoriale, création d’un office de tourisme intercommunal, offre touristique valorisant les atouts du territoire[20].

### Fiscalité et budget
La Communauté d'agglomération est un établissement public de coopération intercommunale à fiscalité propre.
Afin de financer l'exercice de ses compétences, l'intercommunalité perçoit, comme toutes les communautés d'agglomération, la fiscalité professionnelle unique (FPU) – qui a succédé à la taxe professionnelle unique (TPU) – et assure une péréquation de ressources entre les communes résidentielles et celles dotées de zones d'activité.

## Projets et réalisations

### Les projets
- Gare Cœur d'agglo:  Il s'agit du plus grand projet urbain et ferroviaire de l'Oise, qui engage l'avenir de la population et des usagers du Grand Bassin Creillois. Il s'agit de remodeler sur 270 hectares, autour de la gare de Creil, un pôle urbain dynamique qui réponde à l'ensemble des besoins quotidiens de la population d'un bassin de vie de plus de 160 000 habitants (Sud Oise – Picardie). La liaison ferroviaire Picardie-Creil-Roissy (Ligne Roissy - Picardie) va permettre de renforcer la centralité et l'attractivité de l'agglomération creilloise au Sud de l'Oise et aux portes du Grand Paris.

- Le projet de territoire 2015-2020 : Il s'agit de dynamiser le territoire en développant le tissu économique,de favoriser l'insertion professionnelle des différents publics en mettant en place des formations cohérentes avec les différents besoins tout en respectant les habitants de l'agglomération en les assimilant aux différents décisions.

### Réalisations
- L'intercommunalité est l'autorité organisatrice de la mobilité de l'agglomération, et donc propriétaire du réseau AXO. Son exploitation, déléguée de 2008 à 2019 à Keolis, est attribuée à compter du 1er septembre 2019 pour 7 ans à RATP Dev, moyennant une participation de l'intercommunalité de 40 millions d'euros[21].
- Communication: la communauté d'agglomération publie tous les deux mois un magazine intercommunal: "Creil Sud Oise"
- Le Pass'agglo permettant d'avoir accès aux espaces culturels et sportifs à petits prix.